# Svenska kyrkan i Fuengirola
Svenska kyrkan i Fuengirola är en av Svenska kyrkans utlandsförsamlingar. 

## Administrativ historik
Församlingen bildades 1978. 

## Komministrar
| Ämbetstid | Namn           | Levnadstid | Övrigt |
| --------- | -------------- | ---------- | ------ |
| 1979–1984 | Lars Palmgren  | 1937–      | [ 1 ]  |
| 2015–2016 | Mikael Jönsson | 1967–      | [ 2 ]  |

### Fotnoter
1. ↑  1920–1922 Styrelsen för svenska kyrkan i utlandet SKUT i Sveriges statskalender 1984
2. ↑   Matrikel 2016: Svenska kyrkan (69:a utgåvan). Stockholm: Verbum. 2016. sid. 417. ISBN 978-91-5263615-2